# Hrísztosz Papadimitriou
Hrísztosz Papadimitriou (Χρήστος Παπαδημητρίου, Athén, 1994. január 10. –) görög korosztályos válogatott labdarúgó, a Parndorf támadója.

## Pályafutása
Az Athinaikos csapatában ismerkedett meg a labdarúgás alapjaival, majd 2008-ban a fővárosi AÉK Athén akadémiájához csatlakozott. A 2012-13-as szezonban a 3. fordulóban debütált az Árisz Szaloníki csapata ellen 1-1-es döntetlennel végződő bajnoki mérkőzés 66. percében váltotta Taxiarchis Foundast. A szezon során még 4 bajnoki mérkőzésen lépett pályára, mielőtt csapata kiesett a harmadosztályba csőd miatt.
Ezek után elhagyta az országot és a német 3. ligás RB Leipzig csapatába igazolt 1 évre. Itt a 8. fordulóban debütált az SV 07 Elversberg ellen 1-0-ra elvesztett bajnoki mérkőzésen, a 65. percben váltotta Clemens Fandrichot. Decemberben kölcsönbe került az osztrák FC Liefering csapatához, ahol 2 bajnokin lépett pályára. 2014 nyarán az alacsonyabb osztályú Inter Leipzig csapatába igazolt. 2017 januárjában kölcsönbe került az Eintracht Trier csapatába. Ezt követően az Energie Cottbus szerződtette. 2018 júliusában az osztrák Mauerwerk csapata igazolta le. 2023. július 20-án az SV Stripfing csapatához igazolt, majd egy évvel később már a Parndorf játékosa volt.
Szerepelt a Görög U18-as labdarúgó-válogatottban és a Görög U19-es labdarúgó-válogatottban 3-3 alkalommal 2012 és 2013 között. Részt vett a 2013-as U19-es labdarúgó-Európa-bajnokság selejtezőjén a korosztályos válogatottal.

## Statisztika
| Klub            | Szezon   | Bajnokság | Bajnokság | Kupa  | Kupa | Szászország kupa | Szászország kupa | Összesen | Összesen |
| Klub            | Szezon   | Mérk.     | Gól       | Mérk. | Gól  | Mérk.            | Gól              | Mérk.    | Gól      |
| --------------- | -------- | --------- | --------- | ----- | ---- | ---------------- | ---------------- | -------- | -------- |
| AÉK Athén       | 2012-13  | 5         | 0         | 2     | 0    | -                | -                | 7        | 0        |
| RB Leipzig      | 2013-14  | 1         | 0         | 0     | 0    | -                | -                | 1        | 0        |
| FC Liefering    | 2013-14  | 2         | 0         | 0     | 0    | -                | -                | 2        | 0        |
| Inter Leipzig   | 2014-15  | 28        | 15        | 0     | 0    | 2                | 0                | 30       | 15       |
| Inter Leipzig   | 2015-16  | 28        | 9         | 0     | 0    | 1                | 0                | 29       | 9        |
| Inter Leipzig   | 2016-17  | 11        | 1         | 0     | 0    | -                | -                | 11       | 1        |
| Eintracht Trier | 2016-17  | 12        | 2         | 0     | 0    | 0                | 0                | 12       | 2        |
| Összesen        | Összesen | 87        | 27        | 2     | 0    | 3                | 0                | 92       | 27       |